# Космос-2133
Космос-2133 је један од преко 2400 совјетских вјештачких сателита лансираних у оквиру програма Космос.
Космос-2133 је лансиран са космодрома Тјуратам, Бајконур, СССР, 14. фебруара 1991. Ракета-носач Протон је поставила сателит у орбиту око планете Земље. 